# فيوليت مييج
كانت فيوليت كلاريس مييج (19 مارس 1889-12 مايو 1968) فنانة فرنسية جزائرية المولد ومعلمة وزوجة الفنان مايكل باكست .

## وقت مبكر من الحياة
ولدت ميج لأبوين أوروبيين غاستون ميج وإيما باري ،  في شبة الأمير ، الجزائر. في عام 1914 ، كانت ميج أول امرأة تفوز بمسابقة الفنون الجميلة في الجزائر ، وفازت بمنحة دراسية لدراسة الفن في فرنسا.  

## حياة مهنية
في باريس ، عرضت ميج فنها عام 1916 وحصلت على منحة دراسية أخرى. بالمال ، انتقلت إلى نيويورك مع أختها إيما. عرضت لوحاتها الملونة من الحياة الساكنة ، ومشاهد الشوارع ، والصور الشخصية في نيويورك ابتداءً من عام 1917.    علق أحد المراجعين في نيويورك في عام 1918: "لم تهدر الآنسة ميج أي رسم في سرد قصتها". "غالبًا ما يكون هناك نقص في التفاصيل ، ولكن هذا فقط يجعل العمل أكبر في الواقع."  كانت جزءًا من العروض الجماعية في نادي ماكدويل في عام 1918 ،  وفي والدورف في عام 1919 مع جمعية الفنانين المستقلين . 